# Ransbach-Baumbach
Ransbach-Baumbach är en stad i Westerwaldkreis i förbundslandet Rheinland-Pfalz i Tyskland.
Staden ingår i kommunalförbundet Verbandsgemeinde Ransbach-Baumbach tillsammans med ytterligare tio kommuner.